# 6954 Potemkin
6954 Potemkin (1987 RB6) là một tiểu hành tinh vành đai chính được phát hiện ngày 4 tháng 9 năm 1987 bởi L. V. Zhuravleva ở Đài vật lý thiên văn Crimean.